# Гонсалес, Рубен (футболист, 1939)
Рубен Адан Гонсалес Акоста (исп. Ruben Adán González Acosta; род. 17 июля 1939, Монтевидео) — уругвайский футболист, полузащитник.

## Карьера

### Клубная карьера
Во взрослом футболе дебютировал в «Ривер Плейт» (Монтевидео), где играл до 1958 года. В 1958 году перешёл в «Насьональ», где провёл шесть сезонов своей игровой карьеры. Вместе с командой дважды становился чемпионом Уругвая.
В 1964 году перешёл в аргентинский клуб «Велес Сарсфилд», где играл на протяжении одного сезона, а затем перешёл в клуб «Бока Хуниорс», с которым в 1965 году стал чемпионом Аргентины.
В 1966 году вернулся в Уругвай, где вновь стал игроком клуба «Насьональ», с которым в третий раз стал чемпионом Уругвая.
Завершил карьеру футболиста в 1967 году в американском клубе «Нью-Йорк Скайлайнерс».

### Карьера в сборной
В 1959 году дебютировал в официальных матчах в составе национальной сборной Уругвая. В составе сборной был участником чемпионата Южной Америки 1959 года, завоевав титул чемпиона. В 1962 году был в составе сборной на чемпионате мира в Чили, но так и не сыграл ни в одном матче.
Всего в составе сборной принял участие в 11 матчах, не забив ни одного гола.

## Достижения
«Насьональ»
- Чемпион Уругвая: 1957, 1963, 1966

«Бока Хуниорс»
- Чемпион Аргентины: 1965